# Premier League (Mongolia)
Premier League (Mongolia) este primul eșalon din sistemul competițional fotbalistic din Mongolia.

## Echipe
- Erchim (Ulaanbaatar)
- Khangarid (Erdenet)
- Kharaatsai (Ulaanbaatar)
- Khoromkhon (Ulaanbaatar)
- Mazaalai (Ulaanbaatar)
- Selenge Press (Ulaanbaatar)
- Ulaanbaatar University (Ulaanbaatar)
- Xac Khulguud (echipa bancară) (Ulaanbaatar)

## Foste campioane
| - 1964 : Khudulmur - 1965 : necunoscut - 1966 : Darkhan - 1967 : necunoscut - 1968 : Darkhan - 1969 : necunoscut - 1970 : Aldar ("Glory") [Army Sports Club] - 1971 : necunoscut - 1972 : Khudulmur - 1973 : necunoscut - 1974 : Aldar ("Glory") [Army Sports Club] - 1975 : necunoscut - 1976 : Aldar ("Glory") [Army Sports Club] - 1978 : Zamchin ("Railwayman") - 1979 : necunoscut - 1980 : Aldar ("Glory") [Army Sports Club] - 1981-82 : necunoscut - 1983 : Ajilchin - 1984 : necunoscut - 1985 : Khuch (Police Sports Club) - 1986 : Sukhbaatar - 1987 : Nairamdal - 1988 : Sükhbaatar (district) | - 1989 : Khudulmur ("Labour") - 1990 : Khuch (Police Sports Club) - 1991 : Sor club - 1992 : necunoscut - 1993 : eng.Day star - 1994 : Khuch (Police Sports Club) - 1995 : Idsskh (Mongolian All-University Team) - 1996 : Erchim (Ulaanbaatar) - 1997 : Delger - 1998 : Erchim (Ulaanbaatar) - 1999 : ITI Bank-Bars (aka CHOTS) - 2000 : Erchim (Ulaanbaatar) - 2001 : Khangarid (Erdenet) - 2002 : Erchim (Ulaanbaatar) - 2003 : Khangarid (Erdenet) - 2004 : Khangarid (Erdenet) - 2005 : Khoromkhon (Ulaanbaatar) - 2006 : Khasiin Khulguud (Ulaanbaatar) - 2007 : Erchim (Ulaanbaatar) - 2008 : Erchim (Ulaanbaatar) - 2009 : Ulaanbaatar University - 2010 : |

## Golgeteri
| An   |          | Golgeter              | Echipă           | Goluri |
| 2003 | Mongolia | Davaa Bayarzorig      | Khangarid        | 24     |
| 2007 | Mongolia | Dagva Enkhtaivan      | Khasiin Khulguud | 26     |
| 2008 | Mongolia | Ganbaataryn Tögsbayar | Erchim           | 15     |
| 2009 | Mongolia | Ganbaataryn Tögsbayar | Selenge Press    | 15     |